# Integrierte Gesamtschule „Grete Unrein“ Jena
Die Integrierte Gesamtschule „Grete Unrein“ ist eine von drei Gesamtschulen im Bundesland Thüringen und befindet sich in Jena-West.

## Geschichte
Am 16. April 1912 wurde das Gebäude der IGS als Städtisches Lyzeum eingeweiht. Erster Schulleiter wurde Otto Unrein, Ehemann der späteren Namensgeberin Grete Unrein. 1933 wurde das Lyzeum in eine Mädchenschule mit hauswirtschaftlicher und sprachlicher Prägung umgewandelt. Im Jahr 1941 erfolgte die Umbenennung in „Ernst-Moritz-Arndt-Schule“. 1942 zog ein Oberschulteil für Jungen ein. Am 28. März 1945 wurde die Schule in ein Lazarett für die Verwundeten des Zweiten Weltkrieges umfunktioniert und schließlich am 1. Oktober wieder für den Unterricht freigegeben.
Im Jahr 1948 wurde ein Grund- und Mittelschulteil (Klassen 1 bis 8) sowie eine Oberschulteil (Klassen 9 bis 12) eingerichtet. Im September desselben Jahres erhielt die Schule schließlich, auf Beschluss der Stadtverordnetenversammlung, den Namen Grete Unreins. 1952 erfolgte die Errichtung des Oberschulteils der Erweiterte Oberschule (EOS) „Grete Unrein“ Jena, 1964 wurde die Schule in die Polytechnische Oberschule (POS) „Grete Unrein“ Jena umgewandelt.
Nach der Wiedervereinigung wurde am 1. Juli 1991 die Integrierte Gesamtschule „Grete Unrein“ mit gymnasialer Oberstufe für die Klassenstufen 5 bis 13 errichtet.

## Bekannte Lehrer und Schüler (Auswahl)
- Klaus Duphorn (bis 1952)
- Herbert Koch
- Rainer Langhans
- Bernd Rönnefarth
- Peter Suchsland (Abitur 1953)
- Norman Weber